# Stade Alassane Djigo
Le Stade Alassane Djigo, est un stade de football situé à Pikine (quartier Dagoudane) dans la banlieue de Dakar, au Sénégal.
Doté de 10 000 places et rénové en 2017, le stade sert de domicile pour les équipes de football de l'AS Pikine et de l'AS Douanes.